# Topobea stephanochaeta
Topobea stephanochaeta är en tvåhjärtbladig växtart som beskrevs av Charles Victor Naudin. Topobea stephanochaeta ingår i släktet Topobea och familjen Melastomataceae. Inga underarter finns listade i Catalogue of Life.